# Paraleptophlebia cachea
Paraleptophlebia cachea is een haft uit de familie Leptophlebiidae. De wetenschappelijke naam van de soort is voor het eerst geldig gepubliceerd in 1954 door Day.
De soort komt voor in het Nearctisch gebied.